# 朴容日
朴 容日（パク・ヨンイル、朝鮮語: 박용일、1966年 - 2022年）は、朝鮮民主主義人民共和国の政治家。朝鮮社会民主党中央委員会委員長、最高人民会議常任委員会副委員長、朝鮮赤十字会中央委員会委員、祖国平和統一委員会副委員長などを歴任。

## 経歴
1966年に生まれた。出生地は不明。金日成総合大学卒業。
祖国平和統一委員会書記局参事を経て、2002年に朝鮮アジア太平洋平和委員会参事に就任した。2008年に朝鮮アジア太平洋平和委員会参事として南北閣僚級会談に同席した。
2006年に朝鮮赤十字会中央委員会委員に就任し、大韓赤十字社当局者と離散家族問題や金剛山観光地区での観光再開などについて協議した。
2018年3月に祖国平和統一委員会副委員長に就任し、同年8月13日に板門店で趙明均韓国統一部長官などと会談を行い、南北首脳会談の実施などについて協議した。
2019年8月には金英大の後任として朝鮮社会民主党中央委員会委員長に就任し、8月29日に開催された最高人民会議第14期第2回会議で最高人民会議常任委員会副委員長に選出された。
2022年9月20日の朝鮮中央通信で金正恩総書記が朴の霊前に花輪を贈ったと報道され、死去していたことが判明した。

## 参考サイト
북한정보포털
| 先代金英大 | 最高人民会議常任委員会副委員長2019年 - 2022年 | 次代未定 |

| 先代金英大 | 朝鮮社会民主党中央委員会委員長2019年 - 2022年 | 次代未定 |